# Futbol Club Barcelona Bàsquet 1990-1991
Questa voce raccoglie le informazioni riguardanti il Futbol Club Barcelona Bàsquet nelle competizioni ufficiali della stagione 1990-1991.

## Stagione
La stagione 1990-1991 del Futbol Club Barcelona Bàsquet è la 33ª nel massimo campionato spagnolo di pallacanestro, la Liga ACB.
Partecipò alla Liga ACB arrivando al 1º posto nella classifica finale del gruppo dispari. Nei play-off vinse al primo turno con il Siviglia (2-0), nei quarti di finale con il Valladolid (2-1), in semifinale con l'Estudiantes Madrid (3-1), perdendo poi la finale con il Joventut Badalona (3-1).

## Roster
Aggiornato al 11 dicembre 2020.
| FC Barcelona Regal 1990-91 | FC Barcelona Regal 1990-91 |
| Giocatori                  | Staff tecnico              |
| -------------------------- | -------------------------- |

| N. | Naz.                                       | Ruolo | Nome                          | Anno | Alt.   | Peso   |  |
| -- | ------------------------------------------ | ----- | ----------------------------- | ---- | ------ | ------ |  |
| 4  | Spagna (bandiera)                          | AG    | Andrés Jiménez                | 1962 | 205 cm | 91 kg  |  |
| 5  | Spagna (bandiera)                          | P     | José Luis Galilea             | 1972 | 187 cm | 80 kg  |  |
| 6  | Spagna (bandiera)                          | C     | Ángel Almeida                 | 1972 | 215 cm |        |  |
| 6  | Spagna (bandiera)                          | C     | Daniel Rovira                 | 1971 | 212 cm |        |  |
| 6  | Spagna (bandiera)                          | A     | Oscar de la Torre             | 1971 | 192 cm |        |  |
| 7  | Spagna (bandiera)                          | P     | Ignacio Solozábal             | 1958 | 185 cm | 80 kg  |  |
| 8  | Stati Uniti (bandiera) · Spagna (bandiera) | C     | Steve Trumbo                  | 1960 | 206 cm |        |  |
| 9  | Spagna (bandiera)                          | A     | Lisard González               | 1971 | 199 cm |        |  |
| 10 | Spagna (bandiera)                          | G     | José Antonio Montero          | 1965 | 193 cm | 91 kg  |  |
| 11 | Porto Rico (bandiera)                      | C     | Piculín Ortiz                 | 1963 | 208 cm | 102 kg |  |
| 12 | Spagna (bandiera)                          | AG    | Xavi Crespo                   | 1966 | 201 cm |        |  |
| 12 | Spagna (bandiera)                          | AG    | José María Pedrera            | 1972 | 200 cm |        |  |
| 12 | Spagna (bandiera)                          | P     | Eduardo Bonet                 | 1971 | 184 cm |        |  |
| 13 | Spagna (bandiera)                          | AP    | Roger Esteller                | 1972 | 191 cm | 96 kg  |  |
| 14 | Stati Uniti (bandiera)                     | C     | Audie Norris                  | 1960 | 206 cm | 104 kg |  |
| 15 | Spagna (bandiera)                          | GA    | Juan Antonio San Epifanio (C) | 1959 | 198 cm | 89 kg  |  |

| Allenatore                                                           |
| - Božidar Maljković                                                  |
| Assistente/i                                                         |
| - Manolo Flores Legenda - (C) Capitano - (IN) Inattivo - Infortunato |

## Mercato

### Sessione estiva
| Acquisti | Acquisti             | Acquisti           | Acquisti   | Acquisti |
| R.a      | Nome                 | da                 | Modalità   |          |
| -------- | -------------------- | ------------------ | ---------- | -------- |
| C        | Piculín Ortiz        | Atl. de San Germán | definitivo |          |
| G        | José Antonio Montero | Joventut Badalona  | definitivo |          |

| Cessioni | Cessioni        | Cessioni              | Cessioni       | Cessioni |
| R.       | Nome            | a                     | Modalità       |          |
| -------- | --------------- | --------------------- | -------------- | -------- |
| AG       | Claudi Martínez | Girona                | fine contratto |          |
| AG       | David Wood      | Houston Rockets       | fine contratto |          |
| P        | Joaquim Costa   | Girona                | fine contratto |          |
| C        | Ferrán Martínez | Joventut Badalona     | fine contratto |          |
| C        | Arturo Llopis   | Connors State College | fine contratto |          |
| C        | Xavi Ruiz       | Girona                | fine contratto |          |
| A        | Xavier Marín    | Canarias Tenerife     | fine contratto |          |